# Teucholabis (Euparatropesa) sanguinolenta
Teucholabis (Euparatropesa) sanguinolenta is een tweevleugelige uit de familie steltmuggen (Limoniidae). De soort komt voor in het Neotropisch gebied.